# Céline Walser
Céline Walser (* 31. Mai 1998 in Liestal) ist eine Schweizer Squashspielerin.

## Karriere
Céline Walser spielte 2015 erstmals auf der PSA World Tour und gewann auf dieser bislang einen Titel. Ihre höchste Platzierung in der Weltrangliste erreichte sie mit Rang 88 im Februar 2022. Mit der Schweizer Nationalmannschaft nahm sie 2018 und 2022 an der Weltmeisterschaft teil und stand auch mehrfach im Kader bei Europameisterschaften. Ebenso vertrat sie die Schweiz bei den World Games 2017. Bei der Europameisterschaft 2018 im Einzel erreichte sie das Achtelfinale. Walser wurde 2015, 2016, 2021 und 2022 Schweizer Landesmeisterin.
Sie studierte an der University of Winchester.

## Erfolge
- Gewonnene PSA-Titel: 1
- Schweizer Meister: 5 Titel (2015, 2016, 2021, 2022, 2023)